# Швецов Василь Іванович
Василь Іванович Швецов (12 березня 1898, село Ликовська Череповецького повіту Новгородської губернії, тепер Кадуйського району Вологодської області, Російська Федерація — 1 жовтня 1958, місто Ленінград, тепер Санкт-Петербург, Російська Федерація) — радянський військовий діяч, генерал-полковник (31.05.1954). Депутат Верховної Ради СРСР 4-го скликання. 

## Біографія
Народився в бідній селянській родині. Закінчив трикласну Малишівську школу, Вахонькінське двокласне міністерське училище, потім навчався у садівницькій школі в місті Орлі, але в 1917 році залишив навчання.
До 1918 року працював теслею на будівництві мостів на роз'їзді Шонгуй і станції Кола Мурманської залізниці. У червні 1918 року на Вседорожньому з'їзді у Петрозаводську був обраний головою Головної дорожньої ревізійної комісії Управління Мурманської залізниці.
З жовтня 1919 року служив добровольцем у Червоній армії. Навчався на Московських військово-інженерних курсах, з липня 1920 року —  в Петроградському військово-інженерному технікумі командного складу Петроградського військового округу. Брав участь у боях на Південному фронті проти військ генерала Врангеля в 1920 році, служив командиром відділення у складі зведеної бригади курсантів від Петроградського військово-інженерного технікуму. Потім брав участь у боях зі збройними формуваннями Нестора Махна, був поранений.
У січні 1921 року закінчив Петроградський військово-інженерний технікум командного складу та призначений курсовим командиром 6-х Петроградських військово-інженерних курсів. У березні 1921 року брав участь у придушенні Кронштадтського повстання у складі зведеної бригади курсантів, у якій був командиром взводу.
У травні 1921 — січні 1922 року — командир батальйону 6-х Талицьких курсів зв'язку командного складу Приуральського військового округу. З січня по червень 1922 року — командир батальйону на 2-х Владикавказьких курсах зв'язку командного складу Північно-Кавказького військового округу. З червня по вересень 1922 року — викладач тактики в Петроградській школі авіатехніків. Член ВКП(б).
У 1923 році закінчив Вищу військову педагогічну школу в Петрограді.
З листопада 1923 по жовтень 1924 року — викладач тактики в 8-й Петроградській піхотній школі. З жовтня 1924 по вересень 1926 року — викладач тактики у Вищій кавалерійській школі РСЧА в Новочеркаську.
У вересні 1926 — 1929 року — слухач Військової академії РСЧА імені Фрунзе.
З липня 1929 року проходив стажування в Українському військовому окрузі помічником командира 132-го стрілецького Донецького полку. У травні 1930 року направлений на навчання на східний факультет Військової академії РСЧА імені Фрунзе, який закінчив у травні 1931 року. Залишений в академії на викладацькій роботі: з травня 1931 по липень 1935 року — старший викладач тактики, з липня 1935 по вересень 1939 року — начальник та військовий комісар 2-го курсу основного факультету Військової академії РСЧА імені Фрунзе.
У вересні 1939 — грудні 1941 року —- командир 133-ї стрілецької дивізії в Сибірському військовому окрузі.
11 грудня 1941 — серпень 1942 року —- командувач 29-ї армії Калініського фронту. За допущені прорахунки та нездатність керувати військами в районі Гридинського виступу Василь Шевцов був відсторонений від командування армією.
З 8 вересня 1942 року —-в.о. заступника командувача 3-ї ударної армією Калінінського фронту. У ході Великолуцької наступальної операції командував північною оперативною групою, що наступала на Великі Луки. У наступних боях був контужений і з 15 лютого по 4 травня 1943 року перебував у військовому шпиталі.
18 травня 1943 — грудень 1943 року —- командувач 4-ї ударної армії Калінінського (1-го Прибалтійського) фронту.
У період із 30 грудня 1943 по 25 лютого 1944 року перебував у розпорядженні Головного управління кадрів Народного комісаріату оборони СРСР.
З лютого по квітень 1944 року —- командувач 21-ї армії Резерву Ставки Веорховного головнокомандувача.
У липні 1944 —- квітні 1948 року —- командувач 23-ї армії Ленінградського фронту (Ленінградського військового округу).
У 1948 році закінчив Вищі військово-академічні курси при Вищій військовій академії імені Ворошилова.
У квітні 1948 —- травні 1953 року —- командувач 25-ї армії Приморського військового округу.
У травні 1953 —- вересні 1955 року —- командувач 39-ї армії Далекосхідного військового округу.
У вересні 1955 —- квітні 1958 року —- 1-й заступник командувача військ Прибалтійського військового округу.
Наприкінці квітня 1958 року відряджений до науково-дослідної групи при Генеральному штабі.
Помер 1 жовтня 1958 року в Ленінграді. Похований на Козачому цвинтарі Олександро-Невської лаври у Ленінграді (Санкт-Петербурзі).

## Звання
- полковник (.12.1935);
- комбриг (4.11.1939);
- генерал-майор (4.06.1940);
- генерал-лейтенант (16.10.1943);
- генерал-полковник (31.05.1954).

## Нагороди
- два ордени Леніна (12.01.1942, 21.02.1945)
- три ордени Червоного Прапора (22.06.1944, 3.11.1944, 1949)
- орден Суворова І ст. (11.10.1943)
- орден Вітчизняної війни І ст. (22.02.1943)
- медаль «За оборону Ленінграда»
- медаль «За оборону Москви»
- медаль «За перемогу над Німеччиною у Великій Вітчизняній війні 1941—1945 рр.» (1945)
- медаль «За визволеня Кореї» (КНДР)
- медалі